# Matveï Bronstein
Pour les articles homonymes, voir Bronstein.
Matveï Petrovitch Bronstein (en russe : Матвей Петрович Бронштейн), né le 2 décembre 1906 à Vinnytsia, mort le 18 février 1938 à Léningrad, est un physicien théoricien soviétique. 

## Biographie
Il fut un pionnier dans le domaine de la gravité quantique, auteur de travaux en astrophysique et en électrodynamique quantique, sur les semi-conducteurs et la cosmologie. Il a aussi écrit des livres de vulgarisation scientifique pour les enfants.
Il était marié à Lydia Tchoukovskaïa, femme de lettres et militante pour les droits de l'homme, et était ami d'Andreï Sakharov.
Alors qu'il habitait son appartement du 38 rue Rubinstein, Bronstein est arrêté pendant les Grandes Purges, en août 1937. Il est condamné par le Collège militaire de la Cour suprême de l'URSS et exécuté d'une balle dans la nuque le 18 février 1938. Le 9 mai 1957, réhabilité à titre posthume. En 1990, son épouse a fait ériger un monument au Cimetière mémorial de Levachovo où il était probablement enterré.

## Travail scientifique
Matveï Bronstein élabora un cube des théories physiques, qui permet de mettre en lumière la manière dont s’articule une théorie globalisante de la physique qui prend en compte la constante de Planck, la célérité de la lumière et la constante gravitationnelle.
Le cube est un repère orthonormé dont chaque axe correspond à une des constantes universelles.
Ainsi, sur le repère sont définis trois axes (1/c, h, G), où :
1/c représente la célérité de la lumière exposant -1, h représente la constante de Planck, et G la constante gravitationnelle.
Lorsque G est mise à 0, on supprime toutes les forces gravitationnelles et on découple la matière de l'espace et du temps.
Lorsque h est à 0, on enlève le caractère quantique de la lumière et on découple les natures corpusculaire et ondulatoire.
Lorsque 1/c est mis à 0, le temps et l'espace se découplent l'un à l'autre.
L'idée initiale est celle de Lev Landau, Dmitri Ivanenko et George Gamow.
Sur le cube, on trouve donc :
- (0,0,0) la mécanique classique dite newtonienne.
- (1,0,0) la théorie de la relativité restreinte.
- (0,1,0) la mécanique quantique.
- (0,0,1) la gravitation newtonienne.
- (1,1,0) la théorie quantique des champs
- (1,0,1) la relativité générale.
- (0,1,1) la gravité quantique newtonienne.
- (1,1,1) la théorie du tout.